# Beobachtungsinterview
Das Beobachtungsinterview ist eine Methode der empirischen Sozialforschung. Sie ist den  qualitativen Erhebungstechniken zuzuordnen und stellt eine Kombination aus teilnehmender Beobachtung und Interview dar.

## Ziel
Die Methode wird seit etwa den 1980er Jahren im Rahmen der Industriesoziologie zur Untersuchung von Arbeitssituationen auf typische, personenunabhängige Merkmale eingesetzt. Oberstes Ziel ist sinnvolles Verstehen der Handelnden. Dazu werden die Beobachtungen durch Gespräche mit den Arbeitenden ergänzt, um so soziale Bedeutungen und komplexe Erfahrungsbestandteile erfassen zu können, die einer reinen Beobachtung verschlossen bleiben. 

## Vorgehensweise
Das Vorgehen beim Beobachtungsinterview ist offen, aber nur bedingt teilnehmend. Da bei der Analyse der Arbeitsplatzsituation spezifische (auch für den Arbeitnehmer belastende) Details ans Tageslicht kommen können, ist es wichtig, ein Vertrauensverhältnis zwischen den Untersuchungspersonen und den Untersuchenden herzustellen. Insbesondere der Umstand, dass die Forschung auf den Arbeitsplatz und nicht auf den Menschen abzielt, muss glaubhaft kommuniziert werden.
Bei der Auswahl der Personen ist darauf zu achten, dass sie in Hinblick auf das Qualifikationsniveau, den Karriereverlauf oder auch die Dauer der Betriebszugehörigkeit möglichst typisch für den Arbeitsplatz sind. Um einen umfassenden Einblick in die Arbeitssituation zu gewährleisten, sollen mehrere Personen am gleichen Arbeitsplatz (z. B. bei Schichtarbeit) oder in verschiedenen Abteilungen, besser noch in verschiedenen Organisationen in die Untersuchung mit einbezogen werden. Auch das Beobachten der Handhabung von unterschiedlichen Situationen (Störungen, schwierige Arbeiten) rundet das Bild über den Arbeitsplatz ab.
Beim Beobachtungsinterview werden die Beobachtenden von den Beobachteten geführt. Es soll vermieden werden, die untersuchten Personen in ihren Handlungsabläufen zu beeinflussen. Die beobachteten Personen bestimmen, was gemacht wird, erklären, ob dies eine alltägliche oder spezielle Arbeit ist und wann die Beobachtung unterbrochen wird. Die untersuchenden Personen greifen dabei nicht in den Arbeitsprozess ein. Am Ende des Tages oder der Schicht lassen sie sich über typische und untypische Situationen des Arbeitstages oder der Arbeitsschicht aufklären.
Das Beobachtungsinterview ist dann beendet, wenn weitere Beobachtungen und Interviews keine neuen Erkenntnisse bringen.

### Fragearten
Übliche Fragen im Beobachtungsinterview zielen ab auf:
- Möglichkeiten abweichender Handlungen und Entscheidungen und deren Konsequenzen
- die Rahmenbedingungen verschiedener Situationen
- die Folgewirkungen von Entscheidungen
- Zusammenhänge zwischen dem Handeln der beobachteten Person und anderen Mitarbeitern

## Datenverwertung
Die Daten werden wie bei Beobachtungen üblich möglichst zeitnah zum Erlebten niedergeschrieben. Dabei ermöglicht eine permanente Durchsicht der Ergebnisse das Auffinden von Stellen, die noch im Dunkeln liegen. Die Interpretation der Daten erfolgt im Hinblick auf das Qualitätsmerkmal der Intersubjektivität im Forscherteam.